# 2S19 Msta
2S19 Msta je sovětská, resp. ruská samohybná kanónová houfnice založená na platformě tanku T-80, ale k pohonu slouží naftový motor z tanku T-72. Stroj byl vyvinut v 80. letech 20. století a do výzbroje zavedená v roce 1989. Samohybná houfnice je vybavena automatickým systémem na ukládání a skladování munice a dalšími pomocnými systémy. V otočné věži je instalována houfnice 2A65 ráže 152 mm (existuje také varianta se 155 mm ráží NATO). Stroj je opatřen protiletadlovým kulometem NSVT ráže 12,7 mm, který je na dálku řízený velitelem vozu. Dále jsou jeho součástí zadýmovací granáty. Je určena k ničení dělostřeleckých a minometných baterií, tanků a jiných obrněných vozidel, protitankových zbraní, živé síly, systémů protivzdušné obrany a protiraketové obrany, velitelských stanovišť, jakož i k ničení polních opevnění.
Nástupcem by měly být houfnice 2S35 Koalice-SV a 2S43 Malva.

## Vývoj
První prototyp této houfnice s označením „Objekt 316“ byl vyroben v roce 1983. V letech 1984–1986 prošel rozsáhlým testovacím cyklem na dělostřelecké střelnici Ržev v Leningradské oblasti. V roce 1989 byla tato samohybná houfnice přijata do výzbroje Sovětské armády pod označením 2S19 "Msta-S" (S – "samochodnyj", tj. samohybný, na rozdíl od vlečného kanónu 2A65 "Msta-B"). Poprvé byl veřejnosti představena na letecké show ve městě Žukovskij v srpnu 1992. Varianta 2S19M1-155 z roku 2006 s kanónem L/52 (tj. ráže 155 mm používané v NATO) a dostřelem 40 km byla modernizována v roce 2020 a nabídnuta na Blízký východ exportní firmou Rosoboronexport.
První série těchto samohybných houfnic se vyráběla v závodě Uraltransmaš (Jekatěrinburg) a následně jejich sériová výroba pokračovala v závodě ve Sterlitamaku (Baškortostán). Sériová výroba byla spuštěna v roce 1988 a pokračovala až do roku 1996. V roce 2009 byla opět obnovena a trvá dosud. Od roku 2012 se vyrábí nová verze houfnice s označením 2S19M2. V letech 1988-2013 se vyrobilo asi 950 kusů 2S19. Od roku 2012 se vojákům ročně dodává 30 – 40 kusů nových houfnic ve verzi 2S19M2. Celková výroba samohybných houfnic 2S19 všech modifikací včetně 8 prototypů představuje nejméně 1130 kusů. Z celkového počtu skončilo 130 houfnic v zahraničí.

## Konstrukce

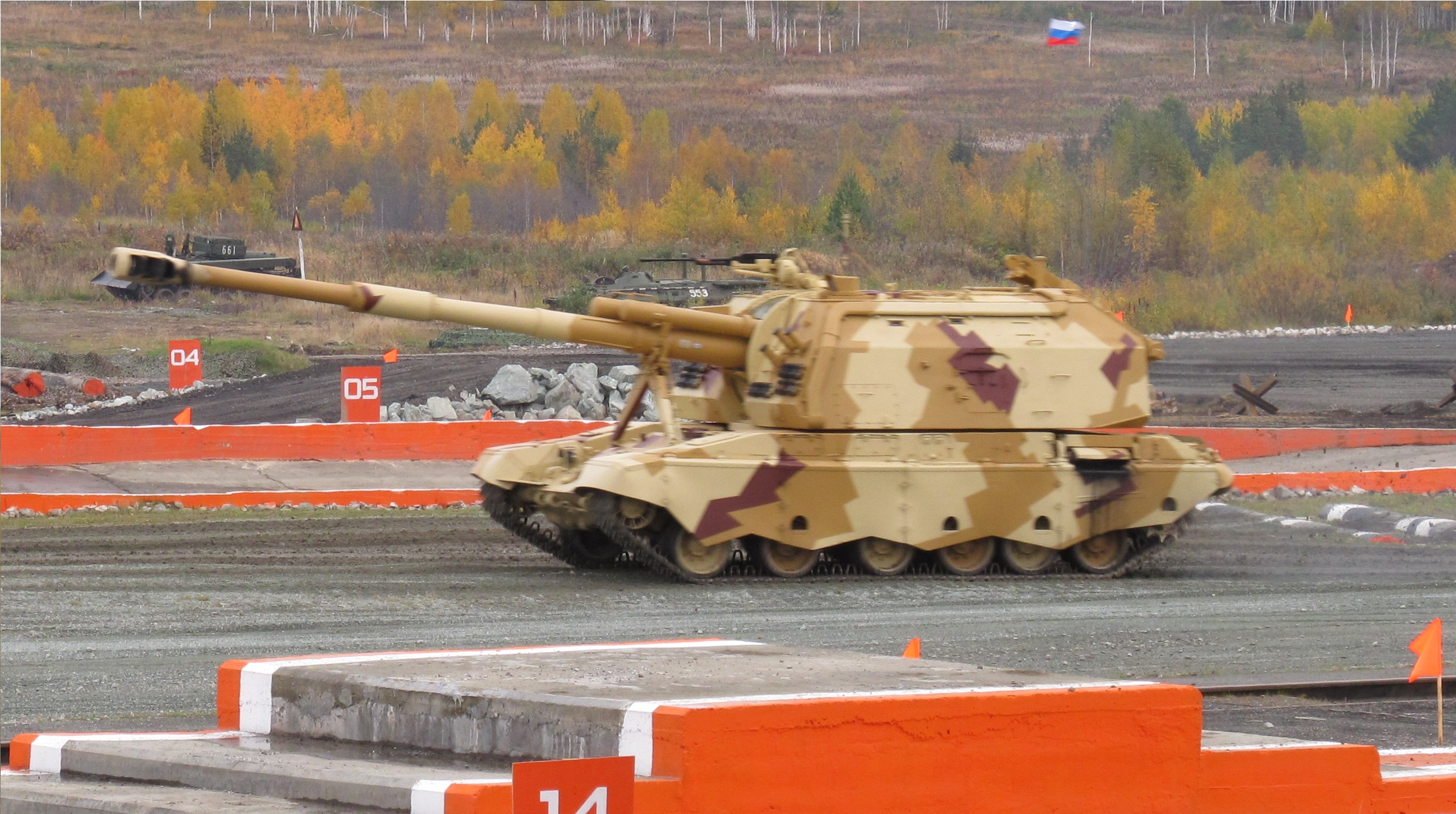
Varianta 2S19M2

2S19 má konvenční konstrukci s pásovým podvozkem a věží. Základní konstrukce podvozku, motor, převodovka a řízení pocházejí z tanku T-72, zatímco zavěšení a kola z tanku T-80. Tloušťka ocelového krunýře na korbě a věži je maximálně 15 mm, což chrání před municí ráže 7,62 × 54 mm R.
Podvozek se skládá z předního páru napínacích kol, zadního páru hnacích kol a šesti párů pojezdových kol. Pohon 2S19 zajišťuje dieselový vidlicový dvanáctiválec V-84 s maximálním výkonem 582 kW. Ten kromě klasické nafty dokáže spalovat a letecký petrolej. Houfnice dokáže bez ohledu na hmotnost 42,5 t dosáhnout na silnici rychlosti až 60 km/h. Průchodnost terénem u 2S19 je podobná jako u bojových tanků. Zařízení překonává svahy se strmostí do 25°, svislé stěny vysoké do 0,5m a příkopy široké 2,6 – 2,8m. Houfnice se dokáže bez přípravy brodit do hloubky 1,2 m a pokud je použita sada na brodění, tak překoná i překážku s hloubkou 5 m.
V přední části těla samohybné houfnice je umístěna radlice, s jejíž pomocí může stroj během několika minut vykopat příkop požadované hloubky, která slouží k vybudování krytých pozic.
Kromě hlavního motoru je houfnice vybavena také pomocným agregátem. Jedná se o plynovou turbínu o výkonu až 16 kW, která napájí filtračně-ventilační zařízení, komunikační vybavení a systém těsnění závěru houfnice (k zamezení kontaminace bojového prostoru plynem).
Hlavní výzbroj 2S19 tvoří 152mm houfnice 2A65, která může střílet tříštivo-trhavé, aktivně-reaktivní, kontejnerové a speciální (jaderné) granáty. Vůz může nést standardně 50 ks nenaváděné munice. Kadence dosahuje 7 až 8 výstřelů za minutu. Maximální dostřel je 29 km. Kanón má odměr 360° a náměr se pohybuje v rozsahu od -4° po +68°. Pomocnou výzbroj představuje kulomet NSV ráže 12,7 mm, který dokáže vystřelit až 800 ran za minutu na vzdálenost 2 000m.
V ruské armádě se skládá každá baterie z 8 samohybných houfnic 2S19, jednoho velitelského a pozorovacího vozidla velitele baterie a vozidla vyššího důstojníka baterie.

## Varianty
- 2S19 – základní varianta vyráběná od roku 1988, která tvoří páteř ruského dělostřelectva.

- 2S19M1 – v ruské armádě představuje modernizaci dříve vyrobených houfnic 2S19, ale při exportu jde o nově vyrobené kusy. Hlavním vylepšením je nový, plně integrovaný a automatizovaný systém řízení palby ASUNO. Dalším vylepšením je navádění palby pomocí družicového systému GLONASS. V ruské armádě byly 2S19M1, vylepšené o systém ASUNO, zavedeny v roce 2008. Do roku 2020 měly být všechny houfnice, zmodernizované na tuto úroveň, vybavené i terminálem satelitní navigace.[6]

- 2S19M2 – nově vyráběné houfnice, které se od předchozích variant vizuálně odlišují zvětšenými kryty pásů se zoubkovaným okrajem. Tato verze má také nový automatizovaný systém řízení palby, zvýšenou rychlost střelby na 10 ran za minutu. Disponuje také možností využívat digitální elektronické mapy, což výrazně urychluje orientaci v náročných fyzických a geografických podmínkách a umožňuje rychleji a efektivněji provádět palebné mise. Je schopna střílet vysoce přesnou naváděnou munici Krasnopol.[7]

## Služba

### Čečensko
Houfnice 2S19 Msta-S Rusko aktivně používala během první (1994-1996) i druhé čečenské války (1999-2009). Vyhodnocení bojového použití houfnice v těchto konfliktech ukázalo, že zaměřovací systém 2S19 je zastaralý a vyžaduje modernizaci. To vedlo k vývoji modernizované verze 2S19M1 vybavené automatizovaným elektronickým naváděcím systémem. Následně byly pro 2S19 "Msta-S" vyvinuty i granáty s laserovým koncovým navedením "Santimetr" a "Krasnopol".

### Ukrajina
Při útoku na Ukrajinu nasadilo Rusko do bojů houfnice 2S19 a 2S19M2. Do konce května 2025 ztratilo Rusko minimálně 242 houfnic 2S19 a 53 houfnic 2S19M2.

## Další technické údaje
- Stoupání: 47%
- Boční náklon: 36%
- Překročivost: 2,8 m
- Výstupnost: 0,5 m
- Maximální dostřel (tříštivo-trhavý projektil): 24,7 km
- Hmotnost tříštivo-trhavého projektilu: 43,56 kg
- Minimální dostřel: 6,5 km
- Kadence: 8 ran/min
- Náměr: +68 až −3 stupňů
- Odměr: 360 stupňů
- Zásoba munice: 50 ks

## Uživatelé
- Ázerbájdžán: 18
- Bělorusko: 12
- Etiopie: 12
- Gruzie: 1
- Maroko: neznámy počet
- Rusko: přibližně 760 v aktivní službě (270 v rezervě)
- Ukrajina: 40
- Venezuela: 48[5]